# Старе-Бабице
Старе-Бабице (пол. Stare Babice) — сельская гмина (волость) в Польше, входит как административная единица в Западноваршавский повет, Мазовецкое воеводство. Население — 14 743 человека (на 2004 год).

## Демография
| Перепись                       | Всего   | Всего | Женщины | Женщины | Мужчины | Мужчины |
| ------------------------------ | ------- | ----- | ------- | ------- | ------- | ------- |
| Единицы                        | человек | %     | человек | %       | человек | %       |
| Население                      | 14 743  | 100   | 7531    | 51,1    | 7212    | 48,9    |
| Плотность населения (чел./км²) | 232,2   | 232,2 | 118,6   | 118,6   | 113,6   | 113,6   |

## Поселения
1. Бабице-Нове
2. Близне-Ясиньскего
3. Близне-Лащыньскего
4. Боженцин-Дужы
5. Боженцин-Малы
6. Буда
7. Янув
8. Кочарги-Старе
9. Кочарги-Нове
10. Кляудын
11. Квирынув
12. Лятхожев
13. Липкув
14. Любичув
15. Марев
16. Станиславув
17. Тополин
18. Вежбин
19. Войцешин
20. Залесе
21. Зелёнки-Весь
22. Зелёнки-Парцеля
23. Старе-Бабице
24. Борки
25. Боженцин
26. Гурки
27. Гуры-Кляудыньске
28. Космув
29. Лесьны-Заборув
30. Водниско
31. Зелёнки

## Соседние гмины

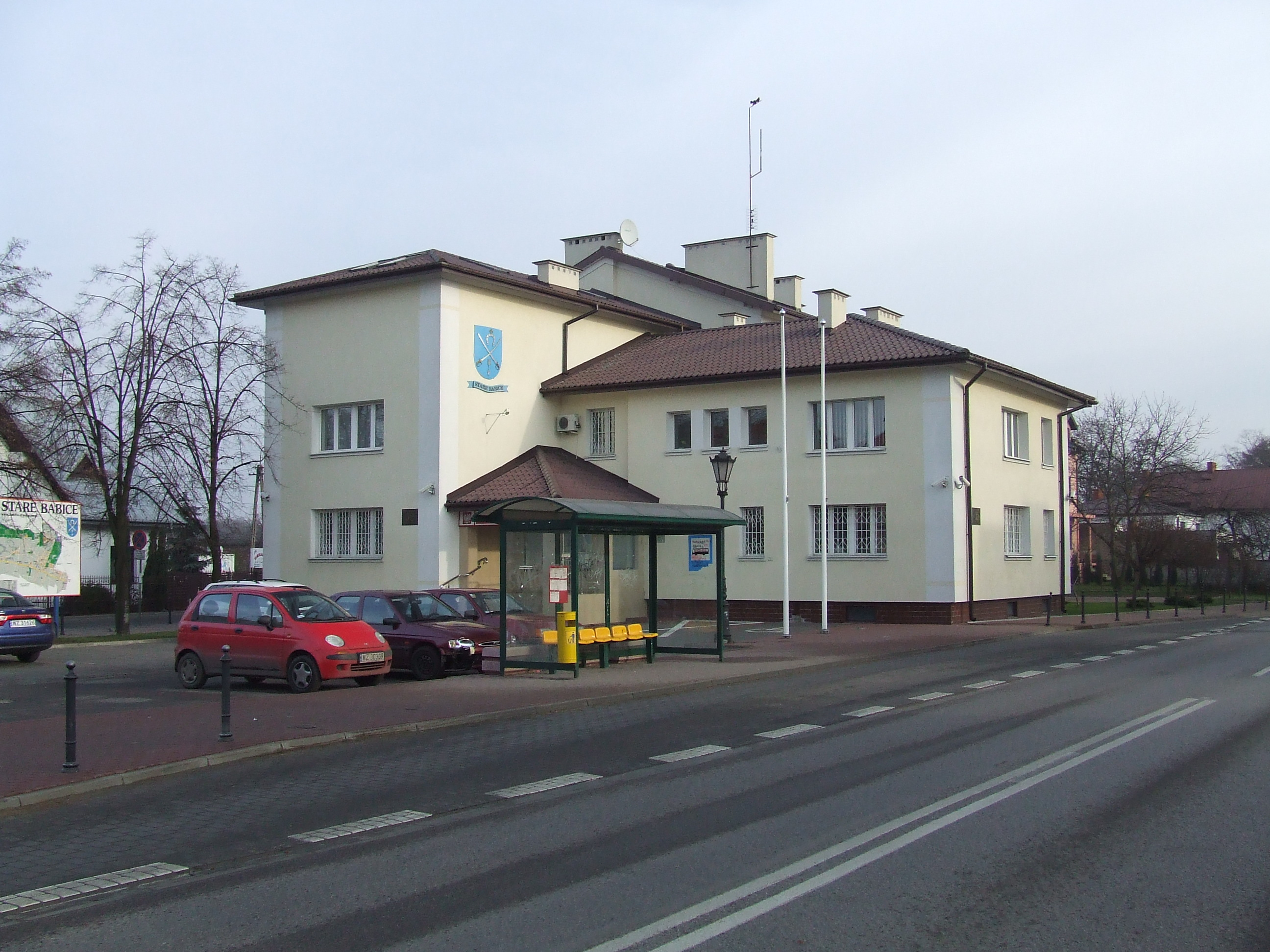
Гмина Старе-Бабице

1. Гмина Изабелин
2. Гмина Лешно
3. Гмина Ожарув-Мазовецки
4. Варшава